# District de Chibuto
Le district de Chibuto est une subdivision administrative de la province de Gaza au nord du Mozambique. En 2015, sa population est de 197 214 habitants.

## Personnalités
- Gabriel Makavi, poète

## Source de la traduction
- (en) Cet article est partiellement ou en totalité issu de l’article de Wikipédia en anglais intitulé « Chibuto District » (voir la liste des auteurs).